# تكوين بروتوكول الإنترنت
في الحوسبة، يعد برنامج ipconfig أو (تكوين بروتوكول الإنترنت) هو تطبيق كوسنول لبعض أنظمة التشغيل الذي يعرض جميع قيم تكوين شبكة حزمة بروتوكولات الإنترنت الحالية ويُحدث بروتوكول التهيئة الآلية للمضيفين (DHCP) وإعدادات نظام أسماء النطاقات(DNS).

## التطبيقات
يتوفر الأمر ipconfig في نظام ميكروسوفت ويندوز ونظام ماك أو إس.